# Aerotech Innovation Risen
Le Aerotech Innovation Risen (aussi appelé Swiss Excellence Risen) est un ULM multi-axes haut de gamme conçu par Alberto Porto. C'est un biplace en configuration cote-cote à aile basse en construction composite. Il est actuellement fabriqué en Italie à Pavullo nel Frignano par Aerotech Innovation.

## Développement
Alberto Porto commence le développement du Risen en 1995 en parallèle de son activité avec l'entreprise Porto Ricerca spécialisée en mécanique des fluides. À la fin des années 2000, l'entreprise décide de s'investir à plein temps dans le développement de l'avion. La construction du prototype débute en 2010 et l'avion fait son premier vol le 12 mars 2012. Le développement du prototype prend fin en 2013 après 100 heures de vol d'essais. La société SEA (pour Swiss Excellent Airplnes) est créée avec la participation d'un groupe d'investisseur pour produire l'appareil. Le Risen est révélé au public en 2015 au salon AERO Friedrichshafen.
Afin d'assurer une production industrielle SEA et la société Alisport trouve un accord de partenariat. Il en résulte la création de la société Aerotech Innovation qui produit l'avion depuis 2016.

## Conception
La structure de l'avion est en composite (fibre de carbone). Les ailes sont semi-elliptiques et l'aérodynamique est soigné afin d'atteindre de haute vitesse.
Les trains d’atterrissages sont rétractables, les volets et les trims sont électriques. L'avion possède des reversoirs anti-feu et anti-explosion ainsi que d'un parachute balistique.
Le Risen est équipé d'un pilote automatique et d'un glass-cockpit Dynon (en) avec trois écran.

## Motorisations
Le constructeur propose les Rotax 912, Rotax 914, Rotax 915 et Rotax 916. Lors du développement du Risen, l'entreprise SEA a créé une hélice sur mesure, adaptée aux hautes vitesse.

## Variantes
Le Siren est un projet de version équipée de trains fixes.

## Record
En 2016, le Risen prend le record du monde de vitesse dans la catégorie ultra-léger équipé d'un Rotax 912 (FAI Class R) avec 323.82 km/h. 
Le 14 octobre 2017, Alberto Porto traverse l'océan atlantique Sud entre Cap Vert et Natal au Brésil. Le Risen utilisé est équipé avec les grands réservoirs de 200 litres. Il parcourt les 1.400 nm à franchir en 13h30 de vol à 230 km/h.